# Nicolae Bălcescu (okręg Konstanca)
Nicolae Bălcescu – wieś w Rumunii, w okręgu Konstanca, w gminie Nicolae Bălcescu. W 2011 roku liczyła 3066 mieszkańców.